# Louise Ellman
Louise Joyce Ellman (née Rosenberg ; le 14 novembre 1945) est une femme politique britannique qui est députée de Liverpool Riverside de 1997 à 2019. Elle est membre du Parti travailliste jusqu'à sa démission en octobre 2019 .
Ellman est élue conseillère du conseil du comté de Lancashire en 1970, devenant chef du groupe travailliste en 1977 et chef du conseil de 1981 jusqu'à son élection à la Chambre des communes en 1997. Elle est vice-présidente de Lancashire Enterprises et présidente du comité restreint des transports de 2008 à 2017. Elle est également présidente de Labour Friends of Israel et présidente honoraire du Jewish Labour Movement.
Elle est nommée dame commandeur de l'ordre de l'Empire britannique (DBE) dans la liste des honneurs d'anniversaire de la reine 2018, et est vice-présidente du Jewish Leadership Council . Ellman démissionne du Parti travailliste en octobre 2019, se déclarant préoccupée par l'antisémitisme au sein du Parti travailliste et d'un gouvernement potentiel dirigé par Jeremy Corbyn.

## Jeunesse et carrière

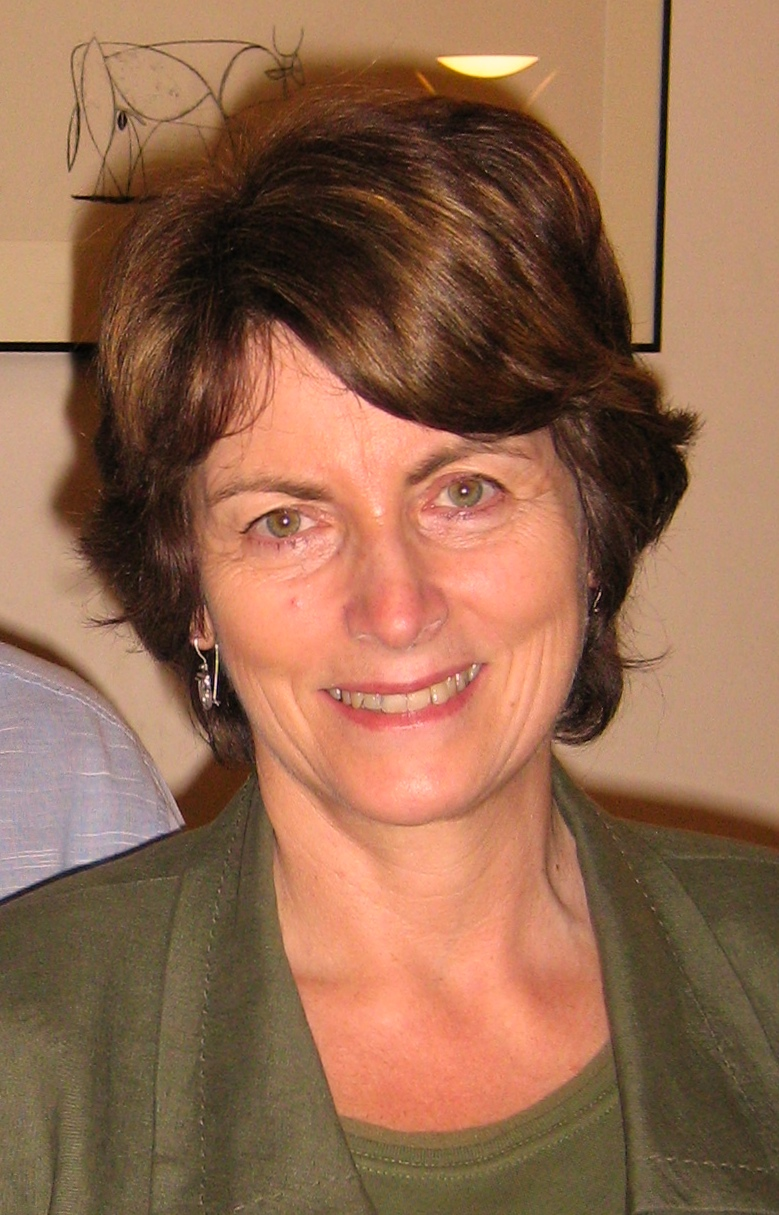
Louise Ellman en 2007.

Louise Joyce Rosenberg est née à Manchester dans une famille juive pratiquante. Son père est d'origine lituanienne. Elle fait ses études à la Manchester High School for Girls indépendante, avant d'étudier à l'Université de Hull où elle reçoit un BA en sociologie et histoire en 1967, puis étudie l'administration sociale à l'Université d'York où elle reçoit un MPhil en 1972.
Adolescente, elle est impliquée dans le mouvement sioniste travailliste Habonim et, après l'université, passe un an en Israël dans un Oulpan pour étudier l'hébreu, où elle rencontre son mari. De 1970 à 1976, elle est chargée de cours à l'Open University.
Elle est élue conseillère du conseil du comté de Lancashire en 1970, devenant chef du groupe travailliste en 1977 et chef du conseil de 1981 jusqu'à son élection au Parlement. Elle est vice-présidente de Lancashire Enterprises .
Elle se présente sans succès dans la circonscription de Darwen aux élections générales de 1979, étant battue par le député conservateur Charles Fletcher-Cooke par 13026 voix.

## Carrière parlementaire
Elle est élue au Parlement aux élections générales de 1997 pour le siège sûr de Liverpool Riverside. Elle l'emporte avec une majorité de 21 799 voix et est réélue confortablement lors d'élections générales successives.
Elle est membre de la commission des transports depuis sa première élection. Le 21 mai 2008, elle est choisie pour devenir présidente du Comité spécial des transports des Communes après le décès de Gwyneth Dunwoody, et est réélue sans opposition après les élections générales de 2015 .
Selon le site Web Public Whip, Ellman vote à plusieurs reprises pour la guerre en Irak, contre une enquête sur cette guerre et pour le renouvellement de Trident, le programme britannique d'armes nucléaires. Elle a très rarement voté contre la ligne du Parti .
Lors de l'élection à la direction du Parti travailliste de 2015, elle soutient Liz Kendall .
Elle soutient Owen Smith dans la tentative ratée de remplacer Jeremy Corbyn lors de l'élection à la direction de 2016 .
Ellman est présidente du mouvement travailliste juif de 2006 à 2016, après quoi elle en est devenue présidente d'honneur. Elle est également vice-présidente des Amis travailliste d'Israël et succède à Joan Ryan à la présidence en août 2019 . Elle préside le groupe parlementaire interpartis Royaume-Uni-Israël.
En septembre 2019, Ellman déclare qu'elle «partageait les craintes» d'autres Juifs vivant au Royaume-Uni quant à la perspective d'un gouvernement travailliste dirigé par Jeremy Corbyn et comprenait pourquoi ils «envisageraient sérieusement de quitter le pays». En octobre 2019, elle déclare: "Je ne suis pas absolument convaincue qu'il apportera un grand danger à la communauté juive mais je suis très inquiète qu'il soit possible qu'il le fasse".
Début octobre 2019, une motion de censure contre Ellman, prévue pour Yom Kippour, le jour le plus sacré du calendrier juif, est soumise pour discussion dans une branche du parti travailliste de sa circonscription . Le moment choisi pour la motion est critiqué par Ellman elle-même, qui le qualifiée de «particulièrement insidieuse»; et par Marie van der Zyl, vice-présidente du Conseil des Juifs britanniques, qui déclare que cela signifie qu'Ellman n'aurait «même pas la possibilité de répondre» . 
Le 16 octobre 2019, Ellman démissionne du Parti travailliste, invoquant ses inquiétudes concernant l'antisémitisme au sein du parti et sa conviction que l'antisémitisme au sein du Parti travailliste a prospéré sous la direction de Jeremy Corbyn. 

## Vie personnelle
Ellman est marié depuis le 16 juillet 1967 à Geoffrey Ellman, pharmacien. Elle vit à Leeds, puis déménage à Skelmersdale en 1969. Le couple a un fils, Sean, et une fille, Yvonne et cinq petits-enfants .
Elle est nommée Dame Commandeur de l'Ordre de l'Empire britannique (DBE) à l'occasion de l'anniversaire de la reine 2018 pour les services parlementaires et politiques . 
En 2019, le Jerusalem Post la classe comme la 23e juive la plus influente du monde, la qualifiant de "femme travailliste qui s'oppose à Corbyn et notant qu'elle "a été une ardente défenseure d'Israël à la Chambre des communes . Elle est la seule Britannique dans la liste des 50 personnes .
Elle est vice-présidente du Jewish Leadership Council .